# Густавус (Аляска)
Густавус (англ. Gustavus) — город в зоне переписи населения Хуна-Ангун в штате Аляска (США). По данным переписи населения 2020 года, численность населения составляла 655 человек.

## Население
| 2010 | 2020 |
| ---- | ---- |
| 442  | ↗655 |